# Nyoni (Mbinga)
Nyoni ist ein Verwaltungsbezirk (Ward) des Distrikts Mbinga in der tansanischen Region Ruvuma.

## Geografie
Nyoni liegt im Südwesten von Tansania etwa 90 Kilometer Luftlinie südwestlich der Regionshauptstadt Songea. Der Bezirk grenzt im Nordwesten an Mbuji, im Norden an Luwaita, im Osten an Kilimani und Kagugu, im Süden an Luhangarasi und Mpapa und im Westen an Kambarage und Mapera. Bei der Volkszählung 2022 lebten 12.899 Menschen in 3146 Haushalten auf einer Fläche von 70 Quadratkilometern.

## Gliederung
Der Bezirk besteht aus fünf Gemeinden (Mtaa) mit 32 Orten (Kitongoji):
| Nyoni - Nyoni Kati - Mihehe - Kikwelo - Mombasa - Lituru | Matanga - Kingole Juu - Matanga - Mahilo - Makolo - Kingole Chini | Likwela - Ndolalela - Ndengu - Gwindi - Mbugani - Tundu - Mitanga - Chamani | Kihulila - Laini - Kihulila Juu - Minungu - Makambako - Msopeni | Kihereketi - Lubela - Kihereketi Asili - Maganagana - Kihulila Asili - Kihereti Kati - Chepuka - Msumba - Mapendano - Makemu Asili - Makemo |

## Wirtschaft und Infrastruktur
- Bildung: Im Bezirk liegen sechs Grundschulen.[8] Die einzige weiterführende Schule ist die Nyoni Secondary School.[9] Sie ist eine staatliche Schule für Tagesschüler und Internatsschüler mit einer Ausbildung bis zur 4. Stufe.[10]
- Gesundheit: In den vier Gemeinden Nyoni, Likwela, Kihulila und Kihereketi gibt es je eine Apotheke.[11][12][13][14]